# Magnus Ljunggren (författare)

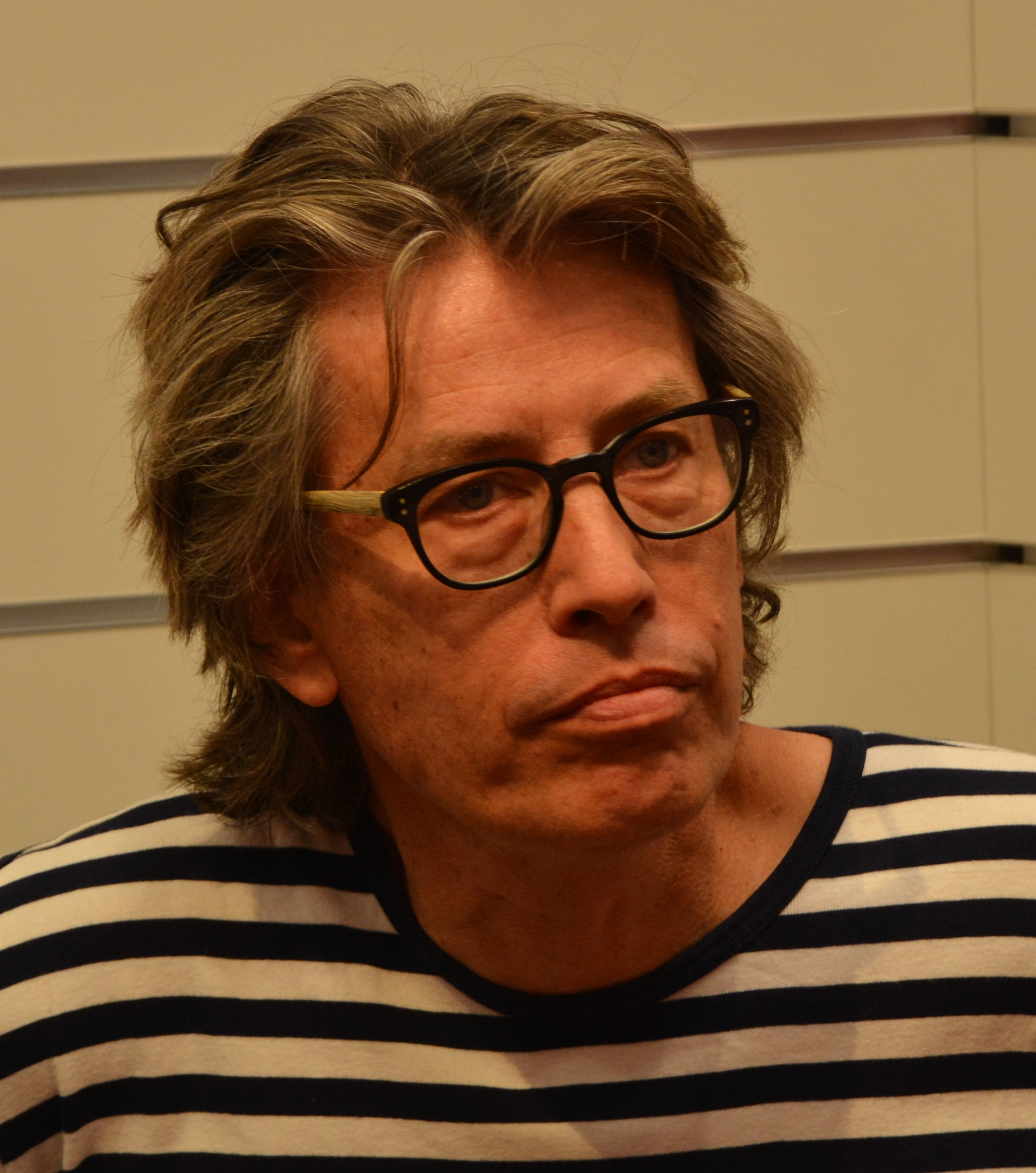
Magnus Ljunggren 2018

Hans  Magnus Ljunggren, född 25 november 1960 i Hudiksvall, är en svensk författare av barn- och ungdomslitteratur. 
Magnus Ljunggren växte upp i Sundsvall och är bosatt i Stockholm. Ljunggren gjorde sin litterära debut med Gig 1 2006. År 2010 mottog Ljunggren det litterära priset Spårhunden av Svenska Deckarakademin. I hans utgivning finns bland annat serierna Riddarskolan (Bonnier Carlsen), Bästa klubben (Bonnier Carlsen), Rymdpiloterna (Bonnier Carlsen), Rymdskeppet Hajen (Bonnier Carlsen) och Epa-liv (Nypon förlag). 2024 mottog Ljunggren litteraturpriset Sigrid till Beppe Wolgers minne för sin bok En ny vänskap.   

## Priser och utmärkelser
- 2010 – Spårhunden
- 2011 – Nominerad till Sveriges Radios Barnens romanpris
- 2024 - Tilldelad Litteraturpriset Sigrid till Beppe Wolgers minne